# Harpalus indianus
Harpalus indianus är en skalbaggsart som beskrevs av Csiki. Harpalus indianus ingår i släktet Harpalus och familjen jordlöpare. Inga underarter finns listade i Catalogue of Life.